# Guarapari
Guarapari ist eine brasilianische Küstenstadt im Bundesstaat Espírito Santo mit rund 105.000 Einwohnern auf einer Fläche von 592 km². Guarapari ist als Badeort und als Reiseziel für Taucher bekannt. Auf dem Gemeindegebiet befindet sich das Naturreservat Setiba, welches für die lokale Schildkröten- und Vogelpopulation wichtig ist.

## Geografie

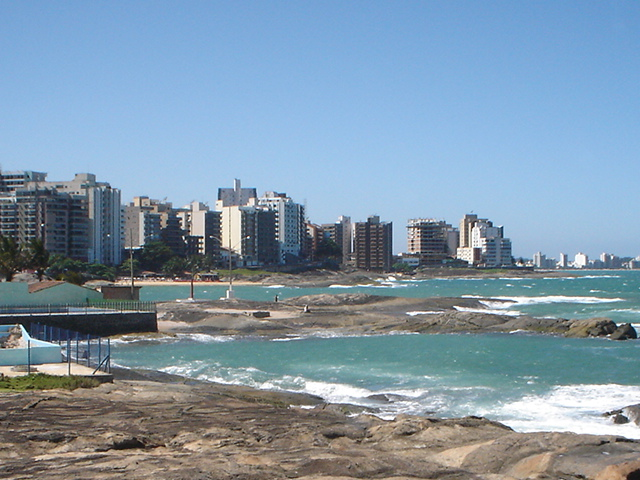
Blick auf Guarapari

Guarapari liegt etwa 50 Kilometer südlich von Vitória, der Hauptstadt des Bundesstaates. Von Rio de Janeiro ist sie rund 500 Kilometer nordöstlich entfernt.
In der Umgebung liegen die Badeorte Ubu, Castelhanos, Anchieta, Irirí, Marataízes und Meaípe.

## Geschichte
Seit dem Bau einer Kapelle zu Ehren von Santa Ana durch jesuitische Missionare um José de Anchieta im Jahr 1585 existiert dort die Ansiedlung Aldeia de Santa Maria de Guaraparim. Guarapari wurde 1679 zum Ort, 1891 zur Stadt.
In den 1930er-Jahren begann der Tourismus. In den 1990er-Jahren hat die Stadt sich durch den Tourismus sehr verändert, Hochhäuser bestimmen heute das Bild.

## Natürliche Radioaktivität der Strände
Außergewöhnlich ist die hohe natürliche Radioaktivität der Strände, eine der höchsten natürlichen Strahlenbelastungen weltweit. Sie wird durch den dort vorkommenden thoriumhaltigen, schwarzen Monazitsand verursacht. Die Energiedosisleistung beträgt in der Stadt etwa 0,1 bis 0,4 μGy/h, entsprechend 0,9 bis 3,5 mGy pro Jahr, wobei an Stränden Hotspots mit Werten bis zu 15,0 μGy/h in Guarapari und bis zu 32 μGy/h im benachbarten Meiape gemessen wurden. An einigen Orten des Strandes sind dabei Werte messbar, die jene überschreiten, welche nach dem Kernunfall von Fukushima 2011 zur Evakuierung der betroffenen Gegend geführt haben.
Trotz oder vielmehr wegen dieser hohen Strahlenbelastung trägt die Stadt den Beinamen Cidade Saúde, übersetzt: Stadt der Gesundheit. Dem Aufenthalt an den radioaktiven Stränden wird eine heilende Wirkung (Hormesis) nachgesagt.

## Persönlichkeiten
- Derek Rabelo (* 1992), blinder Profisurfer